# Trigonospermum stevensii
Trigonospermum stevensii là một loài thực vật có hoa trong họ Cúc. Loài này được S.D.Sundb. & Stuessy miêu tả khoa học đầu tiên năm 1990.